# Stazione di San Giovanni in Persiceto
La stazione di San Giovanni in Persiceto è una fermata ferroviaria posta sulla linea Bologna-Verona, a servizio dell'omonimo comune.

## Storia
La stazione fu aperta nel 1887 al completamento del tronco da Bologna della linea Bologna-Verona; già l'anno successivo fu attivato il tratto successivo, fino a Crevalcore, ma l'intera linea venne compiuta solo nel 1924.
Nel 1911 venne attivata la linea locale San Giovanni-Cento, gestita dalla Società Veneta, e pertanto la stazione divenne di diramazione; tale linea venne interrotta nel 1944 per danni bellici e non più ripristinata.
Venne trasformata in fermata il 7 ottobre 2005, contemporaneamente all'attivazione del doppio binario sulla linea.

## Movimento
La stazione è servita da treni regionali svolti da Trenitalia Tper nell'ambito del contratto di servizio stipulato con la regione Emilia-Romagna e da Trenitalia nell'ambito del contratto di servizio stipulato con la regione Veneto.
La stazione è servita dai treni della linea S3 (Bologna Centrale - Poggio Rusco) del servizio ferroviario metropolitano di Bologna, cadenzati a frequenza oraria, con rinforzi alla mezz'ora nelle ore di punta.
A novembre 2019, la stazione risultava frequentata da un traffico giornaliero medio di circa 2587 persone (1368 saliti + 1219 discesi).

## Servizi
La stazione è classificata da RFI nella categoria silver, terza delle quattro esistenti. Le caratteristiche prestazionali e funzionali delle stazioni RFI vengono misurate sulla base di parametri di valutazione oggettivi e classificate in quattro categorie sintetiche, predefinite e graduate — platinum, gold, silver, bronze — in grado di esprimerne lo stato attuale e le potenzialità.